# Брижински паметници
Фрайзингенските (Брижинските) листи (откъси, ръкописи, молитви) (на словенски: Brižinski spomeniki, т.е. Брижински паметници) са най-старият известен съхранен паметник на старословенски език, като същевременно са и най-старият славянски паметник на латиница.

## Време и място на възникване
Според заключения, направени въз основа на палеографски анализи, Фрайзингенските листи са написани на словенски в периода между 972 и 1039 г., а може би преди 1000 г., най-вероятно в Горна Корошка (Каринтия), в долината на река Мьол (в днешна Австрия) или близкото Лурнско поле. Това са пергаментни листи, за които преобладава мнение, че са представлявали три обредни текста, които били подвързани заедно с други обредни текстове на латински език в общ кодекс, принадлежал на фрайзингенския епископ Абрахам. Неговата епархия включвала и населения със словенци район на Шкофя Лока в областта Каринтия (Корошка) в днешна Словения, поради което било необходимо включване на проповеди и на словенски. Текстът, от който са преписани, най-вероятно възникнал още през 9 век. До 1803 г. кодексът, в който били подвързани и Фрайзингенските листи, бил съхраняван в катедралата във Фрайзинг (на словенски Брижиние), откъдето идва името на паметника. От Фрайзинг ръкописът бил пренесен в Баварската държавна библиотека в Мюнхен, където се съхранява. През 1807 година в него били открити текстовете на словенски.
Латинският кодекс, включващ Фрайзингенските листи, обхваща 169 номерирани пергаментни листи, т.е. 338 страници. Размерите на листите са 25,6 см (височина) x 20,8 см (широчина), а дебелината на кодекса с кориците е 5,9 см. Подвързията не е оригинална, но е средновековна: дървени корици, облечени с бяла свинска кожа. Простата форма на предпазните железни гвоздеи на предната корица и линиите върху свинската кожа напомня на ранно средновековна подвързия, което води учените до заключението, че цялата подвързия подражава на оригиналната. Кодексът някога имал и метални закопчалки и верижка, с която била закрепвана на мястото си в библиотеката или към пулт за четене. Словенският текст се намира на листи 78, 158, 159, 160 и 161 (общо 9 страници). И трите откъса са написани с минускулно писмо, наследник на каролингския минускул върху пергамент от ярешка кожа, който е здрав, добре обработен и отлично запазен. Мастилото също е твърде стабилно, като се има предвид времето на възникване, вероятно е изработено от сажди (чист въглен), разтворени във вода, с добавка на лепила и свързващи вещества от животински или растителен произход, въпреки че вече през 10 век към мастилото са добавяли преварен сок от дъбови шикалки. Подвързията вероятно е от 14 век.
Първият и третият Фрайзингенски откъс представляват образци на обща изповед, а вторият е поучение, призив към покорство преди изповед. Вторият и третият откъс са писани от един преписвач, докато първият е писан от друг.

## Откъс от първата страница на първия Фрайзингенски лист
| Откъс/стр./ред | Оригинален текст                                               | Транскрипция на кирилица                                 |
| -------------- | -------------------------------------------------------------- | -------------------------------------------------------- |
| 1101           | GLAGOLITE PONAZ REDKA ZLOUEZA.                                 | Глаголите по нас редка словеса                           |
| 1102           | Bose gozpodi miloztiuv'i. otze bose. tebe izpovuede.           | Боже господи милостиви, отче боже, тебе исповеде,        |
| 1103           | vuez moi greh. I'zuetemu creztu. I'zuetei marii. I'zue         | вес мой грех, и светему кресту, и светеи Марии, и све    |
| 1104           | temu michaelu. Iuuizem crilatcem bosiem. I zuetemu pe          | тему Михаелу, и вишем крилатцем божием, и светему Пе     |
| 1105           | tru. Iu'zem zelom bosiem. Iu'zem musenicom bosiem.             | тру, и всем селом божием, и всем мучеником божием,       |
| 1106           | Iu'zem vuernicom bosiem. Iu'zem. devua'm praudnim. Iu'z*e      | и всем верником божием, и всем девам правдним, и все[м]  |
| 1107           | praudnim. Itebe bosirabe. choku'. biti. izpovueden. uzeh. moih | правдним, и тебе божи рабе хочу бити исповеден всех моих |
| 1108           | greh. I'vueruiu'. dami. ie. nazem zuete. beusi. iti se. na on' | грех. И верую да ми йе нашем свете, бевжи, ити же, на он |
| 1109           | zuet. pakise uztati. nazod\ni den. I'meti mi ie.'sivuot'       | свет, пачи же устати, на содни ден. Име ти ми йе живот   |
| 1110           | pozem. I'me ti mi ie. otpuztic moih grechou. Bose              | посем. Име ти ми йе отпустик моих грехов, Боже           |
| 1111           | miloztiuvi. primi moiv. izpovued. moih grechou. Ese            | милостиви, прими мою исповед моих грехов, еже            |
| 1112           | iezem ztuoril zla. pot den pongese bih nazi zvuet.             | йесем створил зла, пот ден понеже бих наши свет          |
| 1113           | v'uuraken. ibih crisken. Ese pomngu. ili ne pomngu. Ili        | вуврачен и бих кришчен, еже помню или не помню, или      |
| 1114           | vu'olu. ili ne vu'olu. Ili vu'ede. ili ne vu'ede...            | волю или не волю, или веде или не веде...                |